# Сан Ђорђо Тимпируси
Сан Ђорђо Тимпируси је насеље у Италији у округу Агриђенто, региону Сицилија.
Према процени из 2011. у насељу је живело 50 становника. Насеље се налази на надморској висини од 20 м.